# Musette du Poitou
Pour les articles homonymes, voir Musette.

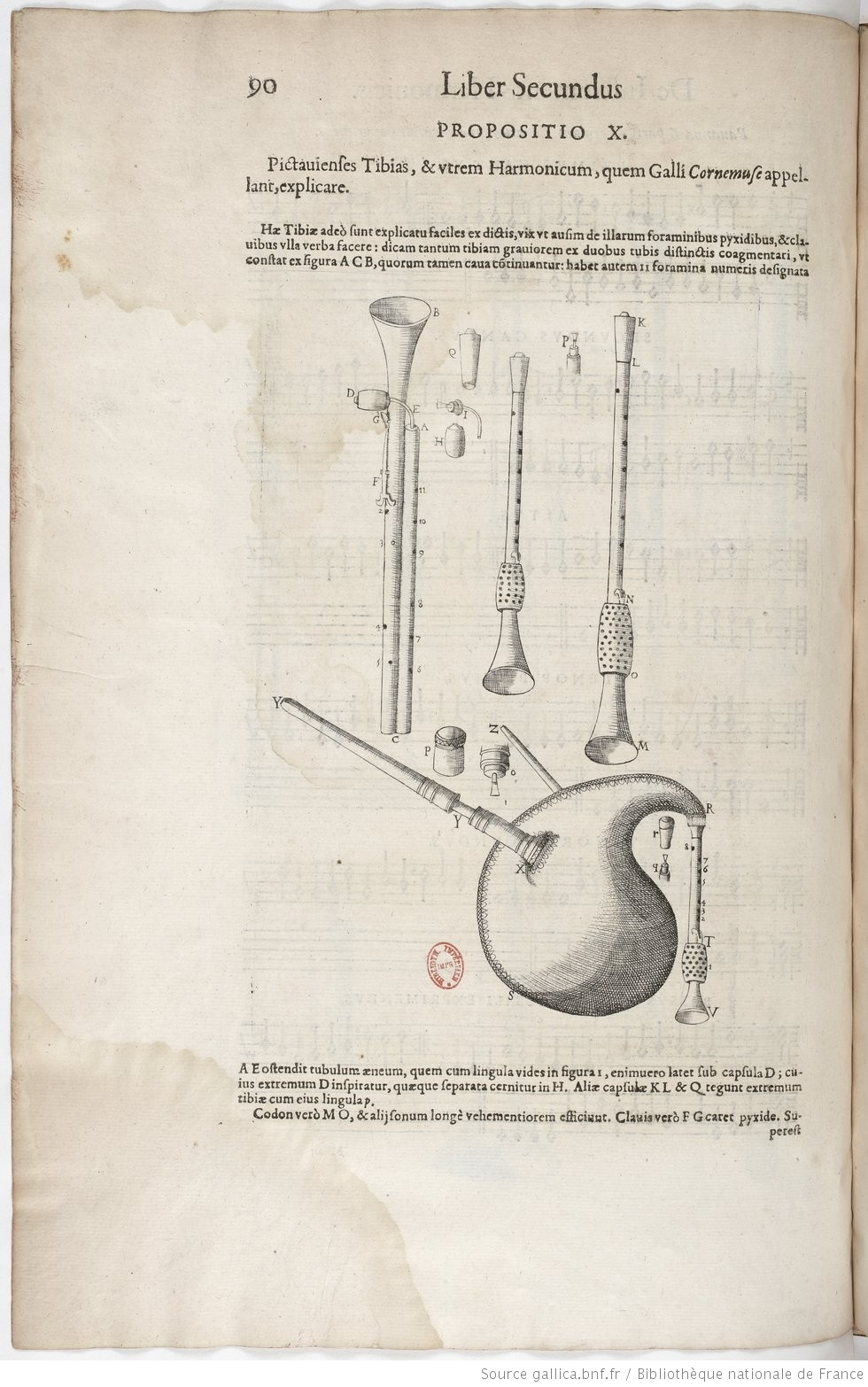
Planche des instruments de Poitou dans lHarmonie universelle de Marin Mersenne. De gauche à droite, de haut en bas : basse de musette de Poitou, dessus de musette de Poitou, taille de musette de Poitou, cornemuse de Poitou.

La musette du Poitou est un instrument à vent ressemblant à un hautbois court, qui possède un son strident bien adapté pour les musiques pastorales et les musiques de plein air.

## Description
La musette du Poitou, ou musette de Poitou, est un instrument à vent à anche double encapsulée, populaire à la cour de France au XVIIe siècle,.
Les registres de la cour de la fin des années 1640 mentionnent notamment une formation constituée en quatuor, les « Hautbois et Musettes de Poitou », dont les noms de fonction indiquent des instruments différents : côté « musette », le dessus de musette de Poitou, utilisé en alternance avec une cornemuse, et la basse-contre de musette de Poitou ; pour le « hautbois », le dessus de hautbois de Poitou et la taille de hautbois de Poitou. Les « Hautbois et Musettes de Poitou » constitue un des cinq corps d'instrumentistes de la Grande Écurie du roi.
L'Harmonie universelle de Marin Mersenne nous renseigne sur la nature de ces instruments. Mersenne représente en effet trois tailles différentes de ces instruments à vent : le dessus correspond au chalumeau détaché de la cornemuse, la taille est plus grande, et la basse possède une perce pliée et une extension de registre grave. Si Mersenne appelle les trois instruments à vent « hautbois de Poitou » (et la cornemuse représentée simplement « cornemuse »), James B. Kopp considère que les instruments sont des musettes de Poitou. La distinction entre dessus de musette et dessus de hautbois correspondrait à la pratique courante chez les instrumentistes de l'époque de pouvoir également jouer en ôtant la capsule (notée « Q » sur la planche, l'anche étant « P ») : sans la capsule, ce serait le hautbois, avec, la musette.
La tessiture de l'instrument correspond à celle du « grand hautbois », avec une étendue de deux octaves.
Ses origines, en particulier la référence au Poitou, restent obscures. Louis XI (1423-1483), mourant, aurait été diverti par des musiciens rustiques, dont des bergers poitevins. En 1618, Marie de Médicis, exilée à Blois, reçoit également des « joueurs de musette et de hautbois » venus du Poitou pour la divertir. Toujours est-il que l'existence de l'ensemble royal sous Louis XIII est documenté, dès 1625 : à cette date, Zamet de Bournault, nommé dans les registres de la cour « joueur de taille de hautbois de Poitou et de basse de musette de Poitou », vend son office à François de Bien. Les deux instrumentistes étaient originaires de villes du Poitou mais d'autres musiciens de l'ensemble n'ont en revanche aucun lien avec la province,.
En 1661, un cinquième poste est ajouté au quatuor royal, mentionné en 1661 comme « second dessus de hautbois de Poitou ». Cette instrumentation s'impose peut-être jusque vers 1667, lorsqu'un changement de normes de diapason entraîne l'abandon au sein de l'Écurie du roi de plusieurs instruments anciens. Cependant, le nom de l'ensemble des « Hautbois et Musettes de Poitou » reste utilisé même après que les instrumentistes ont adopté des flûtes, hautbois et bassons.